# Liste de ponts d'Indonésie
Cette liste de ponts d'Indonésie présente les ponts remarquables d'Indonésie, tant par leurs caractéristiques dimensionnelles, que par leur intérêt architectural ou historique.

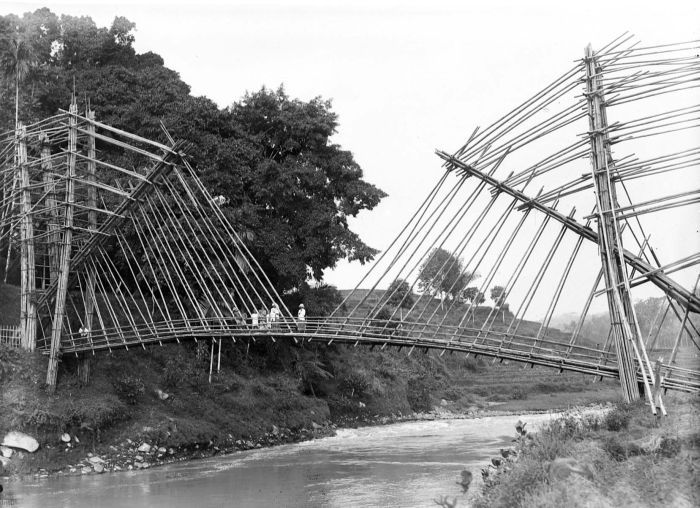
Pont en bambou.

Elle est présentée sous forme de tableaux récapitulant les caractéristiques des différents ouvrages, et peut être triée selon les diverses entrées pour voir un type de pont particulier ou les ouvrages les plus récents par exemple. La seconde colonne donne la classification de l'ouvrage parmi ceux présentés[pas clair], les colonnes Portée et Long. (longueur) sont exprimées en mètres. Date indique la date de mise en service du pont.

## Ponts présentant un intérêt historique ou architectural
|                             |   | Nom                | Distinction | Long. | Type                                          | Voie portée Voie franchie                                     | Date | Localisation                               | Province       | Ref. |
| --------------------------- | - | ------------------ | ----------- | ----- | --------------------------------------------- | ------------------------------------------------------------- | ---- | ------------------------------------------ | -------------- | ---- |
| Jembatan Gantung Kota Intan | 1 | Pont de Kota Intan |             |       | Pont-levis À flèches et à chaines             | Pont piétonnier                                               | 1655 | Jakarta 6° 07′ 52,4″ S, 106° 48′ 38,1″ E   | Jakarta        |      |
| Jembatan Ampera             | 2 | Pont Ampera        |             | 224   | Poutres Acier, hauteurs variables Pont levant | Jalan Jenderal Sudiman - Jalan Mayor Jenderal HM Ryacudu Musi | 1965 | Palembang 2° 59′ 30,2″ S, 104° 45′ 48,5″ E | Sumatra du Sud |      |

## Grands ponts
Ce tableau présente les ouvrages ayant des portées supérieures à 100 mètres ou une longueur totale de plus de 3 000 mètres (liste non exhaustive).
|                                           |    | Nom                                       | Portée | Long. | Type                                                        | Voie portée Voie franchie                   | Date | Localisation                                                                      | Province            | Ref.  |
| ----------------------------------------- | -- | ----------------------------------------- | ------ | ----- | ----------------------------------------------------------- | ------------------------------------------- | ---- | --------------------------------------------------------------------------------- | ------------------- | ----- |
|                                           | 1  | Pont de Suramadu                          | 434    | 5438  | Haubané Tablier poutres acier, pylônes béton                | Détroit de Madura (Mers de Bali et de Java) | 2009 | Surabaya (île de Java) Bangkalan (île de Madura) 7° 11′ 07,6″ S, 112° 46′ 48,3″ E | Java oriental       |       |
| Jembatan Tengku Fisabilillah (jembatan I) | 2  | Pont de Batam-Tonton                      | 350    | 644   | Haubané Tablier poutres béton, pylônes béton                | Liaison Barelang Mer de Chine méridionale   | 1997 | Batam - Île Tonton (Îles Riau (archipel)) 0° 58′ 53,1″ N, 104° 02′ 29,9″ E        | Îles Riau           |       |
| Jembatan Kutai Kartanegara                | 3  | Pont de Kutai Kartanegara détruit en 2011 | 270    | 710   | Suspendu Tablier treillis acier, pylônes acier, piles béton | Mahakam                                     | 2001 | Tenggarong - Samarinda 0° 26′ 39,5″ N, 117° 00′ 10,3″ E                           | Kalimantan oriental |       |
|                                           | 4  | Pont de Rempang-Galang                    | 245    | 385   | Arc Béton, tablier porté                                    | Liaison Barelang Mer de Chine méridionale   | 1997 | Île Rempang - Île Galang (Îles Riau (archipel)) 0° 46′ 59,4″ N, 104° 10′ 33,2″ E  | Îles Riau           |       |
| Jembatan Barito                           | 5  | Pont sur le Barito                        | 240    | 1096  | Suspendu Tablier treillis acier, pylônes acier, piles béton | Jalan Trans Kalimantan Barito               | 1997 | Banjarmasin 3° 13′ 00,3″ S, 114° 33′ 38,1″ E                                      | Kalimantan du Sud   |       |
|                                           | 6  | Pont de Tonton-Nipah                      | 160    | 420   | Poutre-caisson Béton précontraint                           | Liaison Barelang Mer de Chine méridionale   | 1997 | Île Tonton - Île Nipah (Îles Riau (archipel)) 0° 58′ 35,1″ N, 104° 02′ 57,4″ E    | Îles Riau           |       |
| Jembatan Kahayan                          | 7  | Pont Kahayan                              | 150    | 645   | Arc Acier, tablier intermédiaire                            | Kahayan                                     | 2002 | Palangkaraya 2° 12′ 07,5″ S, 113° 55′ 19,5″ E                                     | Kalimantan central  |       |
|                                           | 8  | Pont de Setoko-Rempang                    | 145    | 365   | Poutre-caisson Béton précontraint                           | Liaison Barelang Mer de Chine méridionale   |      | Île Setoko - Île Rempang (Îles Riau (archipel)) 0° 56′ 46,1″ N, 104° 04′ 42″ E    | Îles Riau           |       |
| Jembatan Pasupati                         | 9  | Pont Pasupati                             | 140    | 2282  | Haubané Tablier caisson béton, pylônes béton                | Jalan Layang Pasupati Ci Kapundung          | 2005 | Bandung 6° 53′ 57,1″ S, 107° 36′ 23″ E                                            | Java occidental     | [ 1 ] |
| Jembatan Tengku Agung Sultanah Latifah    | 10 | Pont Tengku Agung Sultanah Latifah        |        |       | Haubané                                                     | Siak                                        |      | Siak Sri Indrapura 0° 48′ 27,2″ N, 102° 01′ 35″ E                                 | Riau                |       |